# بری شاو (بازیکن فوتبال)
بری شاو (انگلیسی: Barry Shaw؛ زادهٔ ۳۱ اکتبر ۱۹۴۸) بازیکن فوتبال اهل بریتانیا است.
از باشگاه‌هایی که در آن بازی کرده‌است می‌توان به باشگاه فوتبال دارلینگتون اشاره کرد.